# Brenthis nikator
Brenthis nikator är en fjärilsart som beskrevs av Hans Fruhstorfer 1909. Brenthis nikator ingår i släktet Brenthis och familjen praktfjärilar. Inga underarter finns listade i Catalogue of Life.